# Hohn (Neunkirchen)
Hohn ist ein Ortsteil von Neunkirchen in der Gemeinde Neunkirchen-Seelscheid im Rhein-Sieg-Kreis.

## Lage
Hohn liegt zwischen Taubensiefen und Dreisbach südlich vom Ortskern im Bergischen Land. Nachbarorte sind Wolperath im Westen, Renzert im Süden und Kaule im Südosten.

## Geschichte
Das Dorf gehörte bis 1969 zur Gemeinde Neunkirchen, nach der Zusammenlegung mit der Gemeinde Seelscheid wurde es dem Ort Neunkirchen zugeschlagen, da es in Seelscheid ebenfalls einen Ort Hohn gab.
1830 hatte der Weiler Hohn 49 Einwohner. 1845 hatte der Hof 49 katholische Einwohner in elf Häusern. 1888 gab es 39 Bewohner in zehn Häusern.
1901 hatte der Weiler 40 Einwohner. Verzeichnet sind die Familien Ackerer Peter Brochhäuser, Schuster Johann Demmer, Ackerin Witwe Wilhelm Demmer, Ackerer Wilhelm Eich, Näherin Anna Maria Fuchs, Ackerin Witwe Wilhelm Theodor Fuchs, Ackerer Johann Küpper, Ackerin Witwe Wilhelm Ritzer, Ackerer Moritz Rosauer und Schuster Wilhelm Rosauer.

## Persönlichkeiten
Adam & Eve wohnten hier einige Jahre.